# Carnegiella
Carnegiella là một chi cá được tìm thấy tại lưu vực sông Amazon và Orinoco trong Nam Mỹ. Chi này có chứa một số loài phổ biến trong hồ cá.

## Loài
Hiện đang có bốn loài được công nhận trong chi này:
- Carnegiella marthae G. S. Myers, 1927 (Blackwing hatchetfish)
- Carnegiella myersi Fernández-Yépez, 1950 (Pygmy hatchetfish)
- Carnegiella schereri Fernández-Yépez, 1950 (Dwarf hatchetfish)
- Carnegiella strigata (Günther, 1864) (Marbled hatchetfish)